# جروم توماس
جروم توماس (انگلیسی: Jerome Thomas؛ زادهٔ ۲۳ مارس ۱۹۸۳) یک بازیکن فوتبال اهل بریتانیا است.